# The White Review
The White Review är en brittisk konst- och litteraturtidskrift. Tidskriften grundades 2011 och uppkallades efter den Parisbaserade tidskriften La Revue Blanche (1899–1903). Tidskriften delar även ut litteraturpriser.